# Tichla
Tichla (en àrab تشلا, Tixlā; en amazic ⵜⵉⵛⵍⴰⵣ) és una vila del Sàhara Occidental a pocs quilòmetres al nord de la frontera amb Mauritània. L'altitud és de 304 m. El govern del Marroc la considera una comuna rural de la província d'Auserd, a la regió de Dakhla-Oued Ed-Dahab. Segons el cens de 2014 tenia una població total de 5.743 persones
En els camps de refugiats de Tindouf, a Algèria, la ciutat ha donat nom a una daira de la wilaya d'Auserd.